# Leucocianidina ossigenasi
La leucocianidina ossigenasi è un enzima appartenente alla classe delle ossidoreduttasi, che catalizza la seguente reazione:
leucocianidina + 2-ossoglutarato + O2 ⇄ cis-e trans-diidroquercetina + succinato + CO2 + 2 H2O
L'enzima richiede Fe(II) ed ascorbato. È coinvolto nella via attraverso la quale molte piante da fiore producono l'antocianina (antocianidina glicosilata). Gli intermedi sono trasformati in cis- e trans-diidroquercetina, che l'enzima è in grado di ossidare a quercetina. L'acidificazione del prodotto genera l'antocianidina, che comunque potrebbe non essere il naturale precursore delle antocianidine.